# سیارک ۲۵۰۱۹
سیارک ۲۵۰۱۹ (به انگلیسی: 25019 Walentosky، نامگذاری:1998QO10) بیست و پنج هزار و نوزدهمین سیارک کشف شده‌است که در ۱۷ اوت ۱۹۹۸ کشف شد.
قدر مطلق سیارک برابر ۱۳.۵ است.